# Лунка де Жос (Алба)
Лунка де Жос (рум. Lunca de Jos) насеље је у Румунији у округу Алба у општини Видра. Општина се налази на надморској висини од 638 m.

## Становништво
Према подацима из 2002. године у насељу је живело 34 становника, од којих су сви румунске националности.